# レニングラード戦線

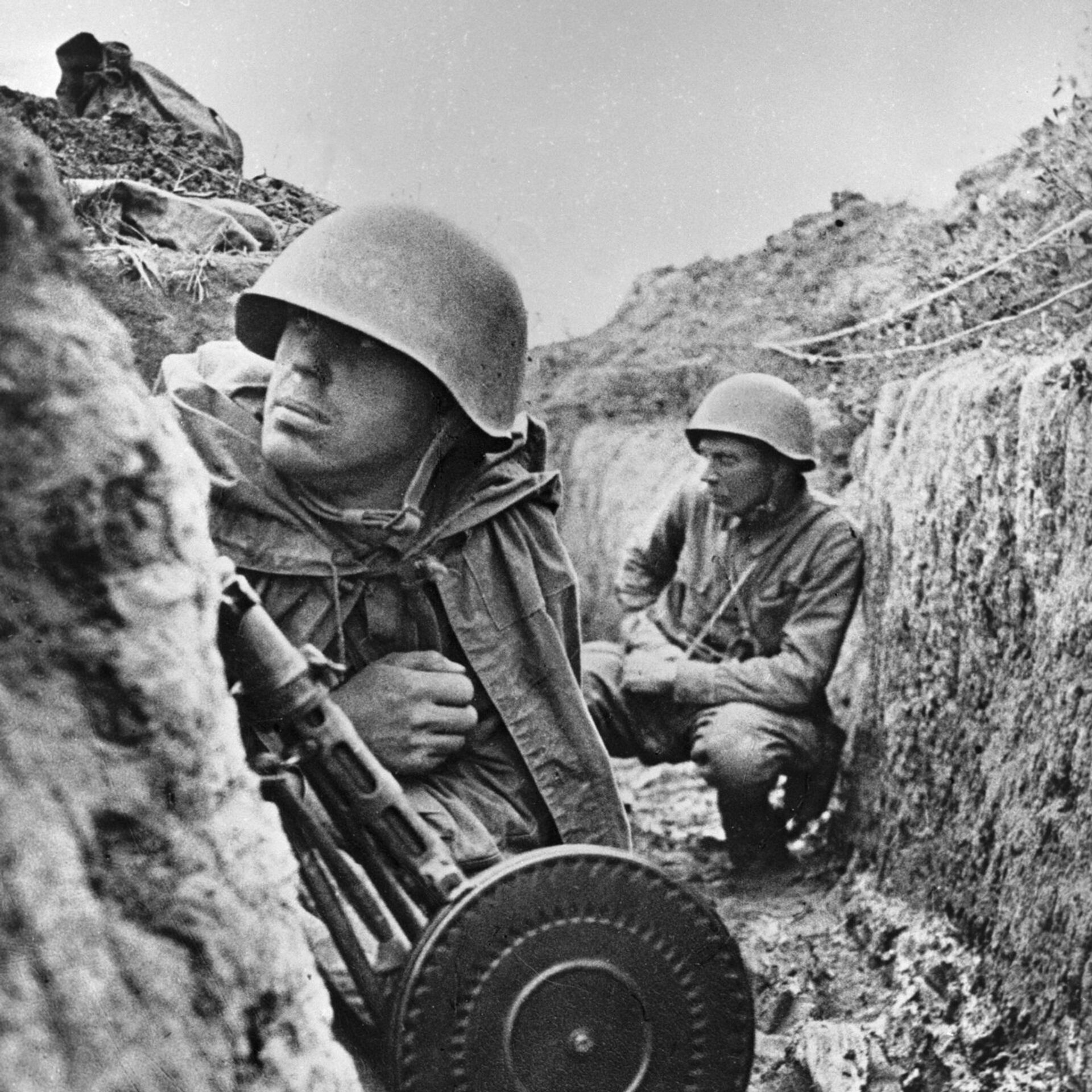
レニングラード戦線の兵士。1941年

レニングラード戦線（ロシア語: Ленинградский фронт、レニングラード方面軍、もしくはレニングラード正面軍とも）は、第二次世界大戦中（独ソ戦初期から終戦後まで）にソ連北西部、レニングラード地域に設置された赤軍の方面軍級部隊である。

## 概要
1941年8月27日、8月23日付最高司令部スタフカの命令に基づき、北部戦線は、カレリア戦線とレニングラード戦線に分割された。当初の編成は、第8軍、第23軍、第48軍、コポル作戦集団、南部作戦集団、スルツク・コルピン作戦集団だった。1941年8月30日、バルト艦隊が戦線の作戦統制下に入った。1942年11月25日、戦線空軍部隊から第13航空軍を編成。事後、戦線には、第4軍、第52軍、第55軍、第59軍、第42軍、第54軍、第67軍、第20軍、第21軍、第22軍、第51軍、第1打撃軍、第2打撃軍、第4打撃軍、第6親衛軍、第10親衛軍、第3航空軍、第13航空軍、第15航空軍、ネヴァ軍集団、沿海軍集団が編入された。
戦線には、レニングラードへの接近経路の防衛と同市の死守の任務が付与された。1941年9月末までに、ドイツ軍とフィンランド軍の前進は停止した。9月8日から戦線部隊は、戦闘行動を行い、ヴォルホフ戦線及びバルト艦隊の協力の下、敵を疲弊させ、防勢に転移させた。
1943年1月、レニングラード戦線とヴォルホフ戦線は、シュリッセリブルク（ペトロクレーポスチ）南方で封鎖突破作戦（イスクラ作戦）を行い、地上連絡線が回復した。
1944年1月～2月、ヴォルホフ戦線、第2沿バルト戦線、バルト艦隊と協同で、ドイツ北方軍集団を撃破して、レニングラードの封鎖を解除し、エストニア領内に進出した。
1944年4月24日、レニングラード戦線の一部部隊から、第3沿バルト戦線が創設された。同年6月、バルト艦隊、ラドガ小艦隊、オネガ小艦隊の支援の下、ヴイボルグ作戦を実施し、フィンランドの枢軸国離脱の条件を創出した。9月～11月、一部部隊が沿バルト戦略作戦に参加し、タルトゥ・タリン及びネルヴァ・タリン方面で攻勢を展開した。エストニア占領後、9月27日～11月24日の間、バルト艦隊と協同で、モーンズンド群島の敵を掃討した。事後、戦線は、ソ・フィン国境とバルト海沿岸の守備に就いた。
1945年4月1日、解散された第2沿バルト戦線の部隊の一部がレニングラード戦線に移管され、ドイツ軍のクールランド軍集団の封鎖継続の任務が付与された。ドイツの無条件降伏と関連して、戦線は同軍集団の降伏を受け入れた。
1945年7月24日、7月9日付国防人民委員部令に基づき、戦線はレニングラード軍管区に改編された。

## 編制
- 第8軍 - 1941年8月27日から
- 第23軍 - 1941年8月27日から
- 第48軍 - 1941年8月27日から
- コポル作戦集団 - 1941年8月27日から
- 南部作戦集団 - 1941年8月27日から
- スルツク・コルピン作戦集団 - 1941年8月27日から
- 第13航空軍 - 1942年11月25日編成
- 第4軍
- 第52軍
- 第55軍
- 第59軍
- 第42軍
- 第54軍
- 第67軍
- 第20軍
- 第21軍
- 第22軍
- 第51軍
- 第1打撃軍
- 第2打撃軍
- 第4打撃軍
- 第6親衛軍
- 第10親衛軍
- 第3航空軍
- 第15航空軍
- ネヴァ軍集団
- 沿海軍集団

## 指揮官
司令官
1. マルキアン・ポポフ中将（1941年8月～9月）
2. クリメント・ヴォロシーロフソ連邦元帥（1941年9月）
3. ゲオルギー・ジューコフ上級大将（1941年9月～10月）
4. I.フェジュミンスキー少将（1941年10月）
5. M.ホジン中将（1941年10月～1942年6月）
6. レオニード・ゴヴォロフソ連邦元帥（1942年6月～1945年7月）

軍事会議議員
1. N.クレメンチェフ軍団委員（1941年8月～9月）
2. アンドレイ・ジダーノフ大将、全連邦共産党（ボリシェヴィキ）中央委員会書記（1941年9月～1945年7月）

参謀長
1. N.ゴロデツキー大佐（1941年8月～9月）
2. M.ホジン中将（1941年9月～10月）
3. ドミトリー・グーセフ少将（1941年10月～1944年4月）
4. マルキアン・ポポフ大将（1944年4月～1945年7月）